# Dubnium
Dubnium, tidigare provisoriskt kallat unnilpentium,  är ett syntetiskt radioaktivt grundämne som tillhör transuranerna. Halveringstiden är mindre än 40 sekunder.
Det är uppkallat efter staden Dubna i Ryssland.